# Norihiro Kawakami
Norihiro Kawakami (født 4. april 1987) er en japansk fodboldspiller.
Han har spillet for flere forskellige klubber i sin karriere, herunder JEF United Chiba, Tochigi SC, Zweigen Kanazawa og SC Sagamihara.